# Sun Jun (Regent)
Sun Jun (chinesisch 孫峻), Großjährigkeitsname Ziyuan (子遠; * 219; † 256), war Regent für den Wu-Kaiser Sun Liang während der Zeit der Drei Reiche im alten China.
Er war ein Urenkel von Sun Jing, einem Onkel des ersten Wu-Kaisers Sun Quan. In Sun Quans späterer Regierungszeit wurde Sun Jun sein persönlicher Assistent. Dadurch geschah es auch, dass er gemeinsam mit Sun Quans Tochter Sun Dahu in die falsche Anklage des Kronprinzen Sun He verwickelt war, die 250 zu Sun Hes Absetzung führte. Auf Sun Juns und Sun Dahus Empfehlung bestimmte Sun Quan seinen jüngsten Sohn Sun Liang zum Nachfolger, und auch Sun Jun war es, der 251 Zhuge Ke als Regenten für Sun Liang empfahl. Nach Sun Quans Tod (252) wurde Sun Jun einer der wichtigsten Assistenten für Zhuge Ke.
Nach Zhuge Kes vernichtender militärischer Niederlage gegen die Wei im Jahre 253 und seinem mangelnden Eingeständnis ließ Sun Jun ihn ermorden und übernahm selbst die Regentschaft. Zunächst gab es noch Unstimmigkeiten, weil er vielleicht seine Macht mit anderen Beamten teilen wollte, aber er nahm dann doch alle Macht in seine Hände. Er führte eine strenge Regierung und wandte harte Strafen an, weshalb es zahlreiche Verschwörungen gegen ihn gab. So erhob sich 254 Sun Ying, der Marquis von Wu (der Sohn von Sun Quans ältestem Sohn Sun Deng) gegen ihn, und 255 die Prinzessin Sun Xiaohu (dank falscher Aussagen ihrer Schwester Sun Dahu), die Sun Jun hinrichten ließ.
256 dachte Sun Jun auf Drängen des Generals Wen Qin (ein Wei-General, der sich mit Wuqiu Jian den Wu ergeben hatte) über eine größere Kampagne gegen die Wei nach, erkrankte aber bald und starb, nachdem er zuvor die Regentschaft seinem Vetter Sun Lin übergeben hatte.
Nachdem Sun Lin 258 Sun Liang abgesetzt hatte und vom neuen Kaiser Sun Xiu hingerichtet worden war, wurde Sun Juns Sarg ausgehoben und verkleinert – ein Zeichen der kaiserlichen Missgunst.